# Дорнование

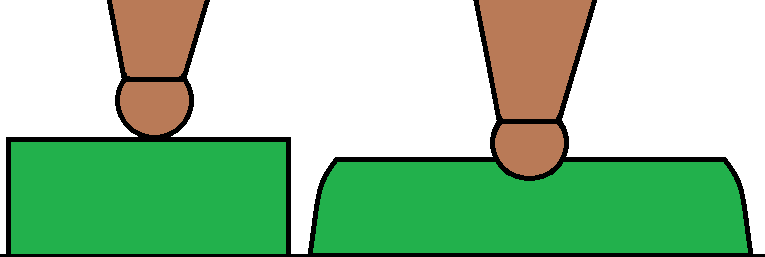
Принцип работы дорна

Дорнова́ние (дорни́рование) — вид обработки заготовок без снятия стружки. Сущность процесса дорнования заключается в перемещении жёсткого рабочего инструмента дорна в отверстии заготовки с натягом. В процессе обработки за счёт натяга обеспечивается упрочнение металла в поверхностном слое, сглаживание исходных шероховатостей, изменение форм и размеров поперечного сечения отверстия и заготовки в целом. Размеры поперечного сечения инструмента больше размеров поперечного сечения отверстия заготовки на величину натяга. 

## Виды дорнования
Дорнование подразделяют на поверхностное и объёмное.
- Поверхностное дорнование обеспечивает обработку отверстий с точностью 6 — 9 квалитетов и шероховатостью — Ra = 0,32—0,04 мкм. При поверхностном дорновании пластически деформируется поверхностный слой. Поверхностное дорнование относят к методам поверхностного пластического деформирования (ППД).
- Объёмное дорнование относят к методам обработки металлов давлением (ОМД), пластическое деформирование происходит по всему поперечному сечению обрабатываемой детали. При объёмном дорновании в заготовках за один рабочий ход многозубого дорна можно получить отверстия точностью IT11 и шероховатостью обработанных поверхностей — Ra = 0,63—0,04 мкм.

## Схемы дорнования
Известны три основные схемы дорнования:
- сжатия, по которой выполняются практически все процессы поверхностного дорнования,
- растяжения, применяемая при объёмном дорновании длинных деталей, и
- смешанная — схема растяжения-сжатия.